# Dichlor(1,3-bis(difenylfosfino)propan)nikl
Dichlor(1,3-bis(difenylfosfino)propan)nikl je komplexní sloučenina se vzorcem NiCl2(dppp), kde dppp je 1,3-bis(difenylfosfino)propan. Používá se v organické syntéze jako katalyzátor.

## Struktura a vlastnosti
Vlastnosti této látky v pevné podobě nejsou dobře prozkoumány, protože se ve většině běžných rozpouštědel nerozpouští; bylo však provedeno několik studií zabývajících se odpovídajícími komplexy bromu a jodu.
Tyto komplexy mohou při určitých teplotách v polárních organických rozpouštědlech přecházet mezi čtvercově rovinnou a tetraedrickou geometrií (v první jsou diamagnetické a ve druhé paramagnetické). Od těchto látek se liší dichlor(1,3-bis(difenylfosfino)ethan)nikl, který má v roztocích stálou čtvercově rovinnou (diamagnetickou) strukturu.

## Příprava
NiCl2(dppp)se připravuje smícháním stejných látkových množství hexahydrátu chloridu nikelnatého a 1,3-bis(difenylfosfino)propanu v propan-2-olu.
Ni(H2O)6Cl2 + dppp → NiCl2(dppp) + 6 H2O

## Reakce
NiCl2(dppp) je účinným katalyzátorem reakcí jako jsou Kumadovo a Suzukiovo párování. Může katalyzovat i jiné reakce, přeměňující enolethery, dithioacetaly, a vinylsulfidy na alkeny.